# Zingara/Io sogno
Zingara / Io sogno pubblicato nel 1969 è un 45 giri della cantante italiana Iva Zanicchi

## Il disco
Entrambi i brani vengono poi inseriti all'interno dell'album Iva senza tempo pubblicato nel maggio 1970.
Per Iva Zanicchi si tratta della seconda vittoria al Festival di Sanremo: la prima se l'era conquistata nell'edizione del 1967 con il brano Non pensare a me. Questa vittoria a Sanremo le permette di rappresentare l'Italia all'Eurofestival di Madrid con il brano Due grosse lacrime bianche dove si piazza tredicesima.

## Tracce
LATO A
1. Zingara (testo: Luigi Albertelli – musica: Enrico Riccardi; edizioni musicali Ritmi e canzoni)

LATO B
1. Io sogno (Salvatore Vinciguerra; edizioni musicali Fama)

## Classifica
| Posizione | 9 | 10 | 10 | 10 | 9 |

## Edizioni
Il disco fu pubblicato nello stesso anno in varie nazioni da diverse case discografiche:
- Argentina, Zingara/Yo Sueño (Philips Records, 83441 PB)[3]
- Cile, Zingara/Io sogno (Philips Records, 333.725)[4]
- Francia, Zingara/Io sogno (Fontana Records, 260.208 MF)[5]
- Giappone, Zingara/Io sogno (Philips Records, SFL-1214)[6]
- Libano, Zingara/Io sogno (SLD, RF 101)[7]
- Perù, Zingara/Io sogno (Philips Records, PR 05583 F)[8]
- Spagna, Zingara/Io sogno (Marfer, MR.20-070)[9]
- Tunisia, Zingara/Io sogno (En'nagham, STD 80 A)[10]
- Turchia, Zingara/Io sogno (Odeon Tork Mali, 45-LA 6705)[11]